# José Martínez de Hervás
José Martínez de Hervás  (Ugíjar, Granada, 18 de agosto de 1760-Madrid, 3 de noviembre de 1830) fue un hacendista, banquero y político español.  

## Biografía
Inició su andadura profesional como banquero con actividad en el París de finales del siglo XVIII y su carrera política en 1795 como comisionado en Francia para las negociaciones para la Paz de Basilea. En 1788 fue administrador del Banco San Carlos y se trasladó a París para como agente, estableciéndose como banquero. En 1802 su hija contrae matrimonio con el general Gerard Duroc, militar de la más alta confianza de Napoleón Bonaparte. Carlos IV le nombró cónsul en París y embajador provisional en 1803, como premio obtuvo los honores de ministro de la Junta Suprema de Comercio y Moneda y plaza efectiva en el Consejo Supremo de Hacienda. En junio de 1803 intentó mediar entre Godoy, el valido de Carlos IV, y el ministro de Asunto Exteriores de Francia Talleyrand para fijar un concierto entre ambos países.
El rey le concedió además el título de marqués de Almenara. En 1805 fue nombrado embajador en Constantinopla. Una vez instaurado José I en el trono regresó a España, adhiriéndose al nuevo monarca y actuando como comisionado regio en diferentes provincias. Durante el Gobierno de Mariano Luis de Urquijo fue nombrado miembro de Consejo de Estado y presidente de su sección de Hacienda. Ostentó el cargo de Ministro de Policía en diciembre de 1809 y hasta junio de 1813. Además, fue nombrado el 26 de abril de 1810 y hasta el 7 de agosto de ese año ministro de Hacienda. Con la derrota francesa en junio de 1813 en la batalla de Vitoria, marchó al exilio para continuar su actividad como banquero en Francia, al igual que otros españoles, como José Ignacio Aguirrebengoa Aguirre o Alejandro María Aguado. En 1820, tras el inicio del Trienio liberal solicitó su rehabilitación. Correspondió con Fernando VII, de quien era agente en París, entre 1823 y 1830 sobre reformas hacendísticas y reformas de los órganos superiores de la Administración.